# Alfredo Moser
Alfredo Moser   (Santa Catarina, 1952) és un mecànic i inventor brasiler. És conegut per haver inventat la làmpada de Moser.

## Biografia
Nascut a l'estat de Santa Catarina, a començaments de la dècada del 1950, Moser va treballar com a mecànic a la capital del país, Brasília. Va contraure matrimoni i el 1980 va traslladar-se a viure a Uberaba, a Minas Gerais. Actualment es troba jubilat.

## Làmpada de Moser
Moser va idear una làmpada el 2002 amb una ampolla de plàstic (PET), aigua i clor (o lleixiu), que funciona per refracció de llum solar. La intensitat lluminosa oscil·la entre 40 i 60 Watts i no emet CO₂. Són de fàcil construcció i instal·lació.
Va ser creada per les constants apagades que hi havia al Brasil i il·lumina de franc moltes llars al món, com a les Filipines, Índia, Bangladesh, Tanzània, Argentina i Fiji.
| «                               | És una llum divina. Déu ens va donar el Sol a tots, així que la llum és per a tots. Qui vulgui (usar la Llum Moser), estalvia diners. No vas a electrocutar-te amb això i no et costa ni un cèntim. | » |
| — Alfredo Moser, agost de 2013. | |   |